# Solport
Solport – civil parish w Anglii, w Kumbrii, w dystrykcie (unitary authority) Cumberland. W 2011 roku civil parish liczyła 166 mieszkańców. W obszar civil parish wchodzi także Trough.